# Barcin (gmina)
Barcin – gmina miejsko-wiejska w województwie kujawsko-pomorskim, w powiecie żnińskim. W latach 1975–1998 gmina położona była w województwie bydgoskim. Siedziba gminy to miasto Barcin.
Według danych z 7 grudnia 2022 roku, gminę Barcin zamieszkiwało 14 372 mieszkańców. Średni wiek mieszkańców wynosi 41,4 lat i jest porównywalny do średniego wieku mieszkańców województwa kujawsko-pomorskiego oraz porównywalny do średniego wieku mieszkańców całej Polski.
Największymi skupiskami ludności są: miasto Barcin, według danych z 31 grudnia 2022 roku, liczące 7142 mieszkańców i miejscowość Piechcin – 2693. Teren podzielony jest na 22 miejscowości wchodzące w skład 15 sołectw. Według danych z 2022 roku gmina Barcin ma obszar 121 km².

## Demografia
Dane z 31 grudnia 2021:
| Opis                              | Ogółem | Ogółem | Kobiety | Kobiety | Mężczyźni | Mężczyźni |
| --------------------------------- | ------ | ------ | ------- | ------- | --------- | --------- |
| Jednostka                         | osób   | %      | osób    | %       | osób      | %         |
| Populacja                         | 14685  | 100    | 7522    | 51,2    | 7163      | 48,8      |
| Gęstość zaludnienia [mieszk./km²] | 119    | 119    | 61,6    | 61,6    | 58,4      | 58,4      |

- Piramida wieku mieszkańców gminy Barcin w 2021 roku.

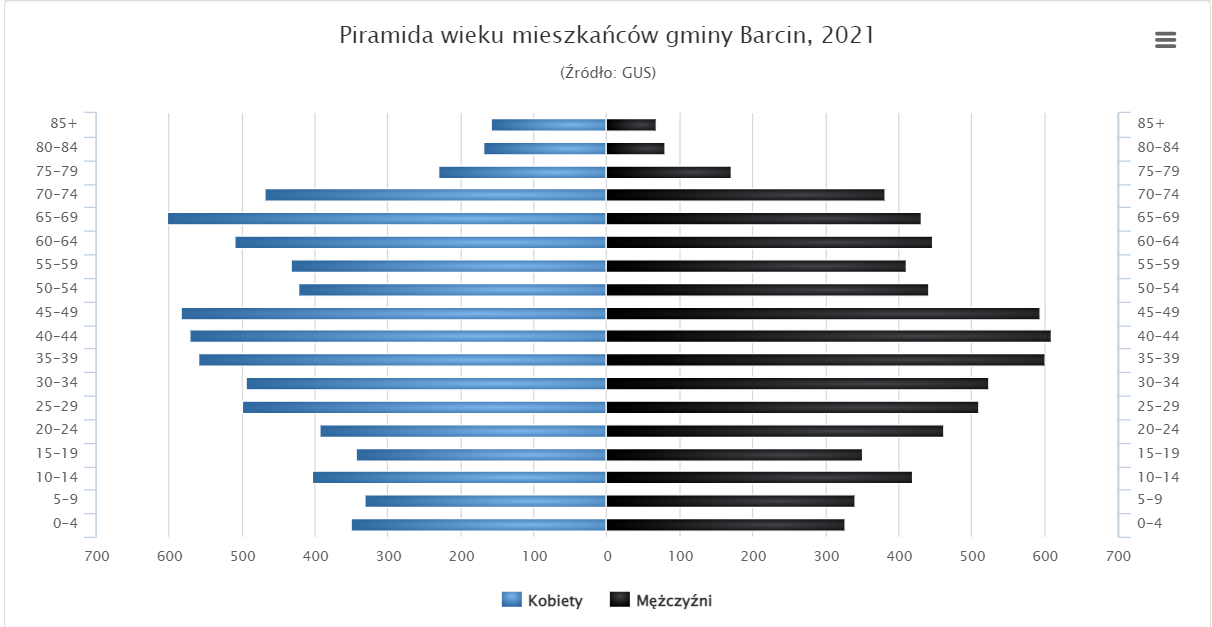

## Sołectwa gminy Barcin

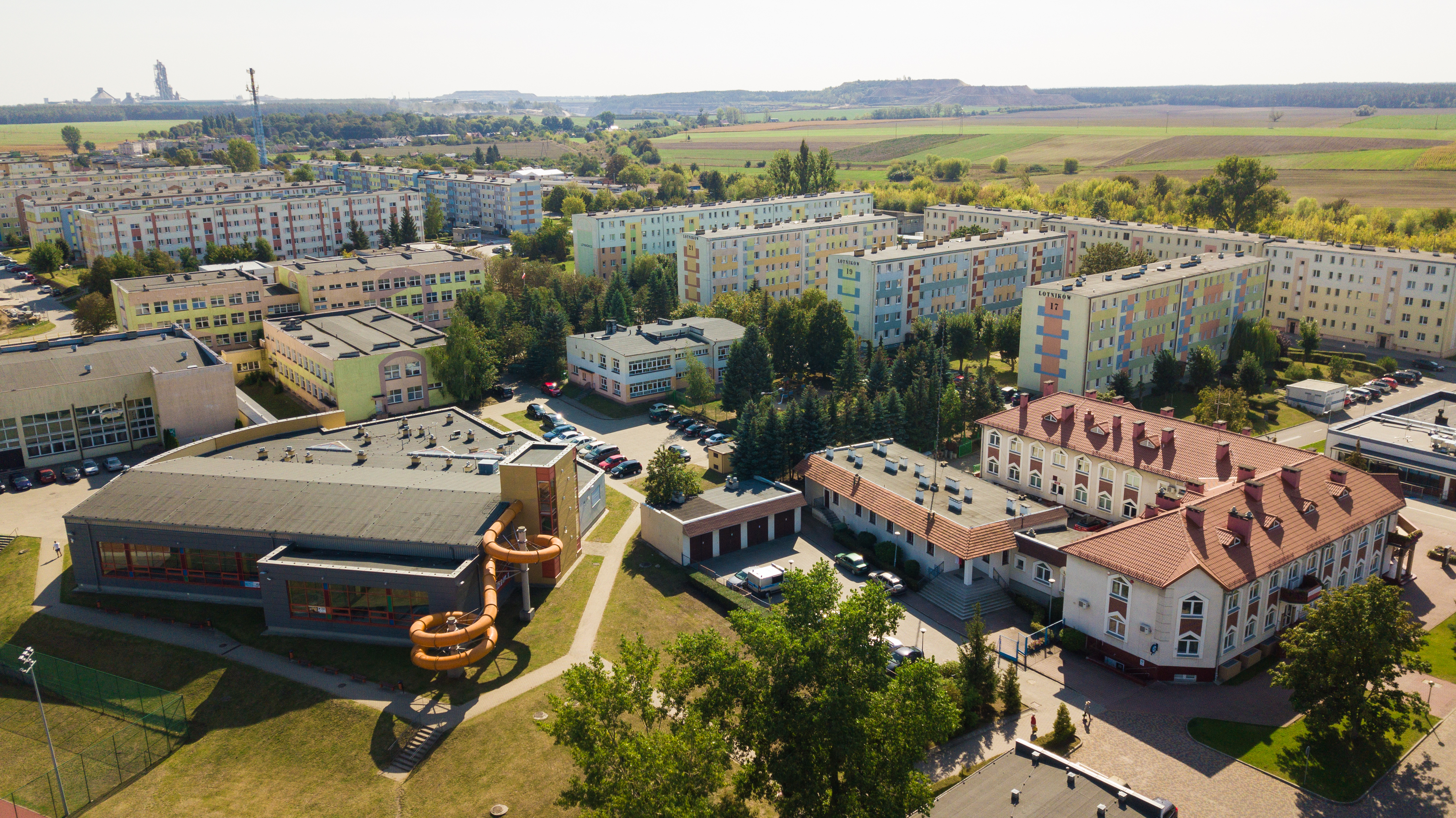
Barcin z drona (2018)

- Barcin-Wieś
  - Julianowo
- Dąbrówka Barcińska
- Józefinka
- Knieja
- Kania
  - Augustowo
  - Gulczewo
- Krotoszyn
  - Wapienno
- Mamlicz
- Piechcin
  - Aleksandrowo
  - Piechcin (osada)
- Młodocin
- Pturek
- Sadłogoszcz
- Szeroki Kamień
- Wolice
- Zalesie Barcińskie
  - Bielawy
- Złotowo

## Zabytki
Wykaz zarejestrowanych zabytków nieruchomych na terenie gminy:
- cmentarz katolicki parafii św. Jakuba Apostoła z połowy XIX w. w Barcinie, nr A/247 z 22.10.1990 roku
- zespół pałacowy w Krotoszynie, obejmujący: pałac z drugiej połowy XVII w.; park z 1870, nr A/1598/1-2 z 16.03.1987 roku
- zespół pałacowy w Młodocinie, obejmujący: pałac z drugiej połowy XVII w.; park z 1870 roku, nr A/167/1-2 z 16.03.1987 roku
- zespół pałacowy z trzeciego ćwierćwiecza XIX w. w Piechcinie, obejmujący: pałac; park; magazyn zbożowy, nr 184/A z 15.06.1985 roku.

## Gospodarka

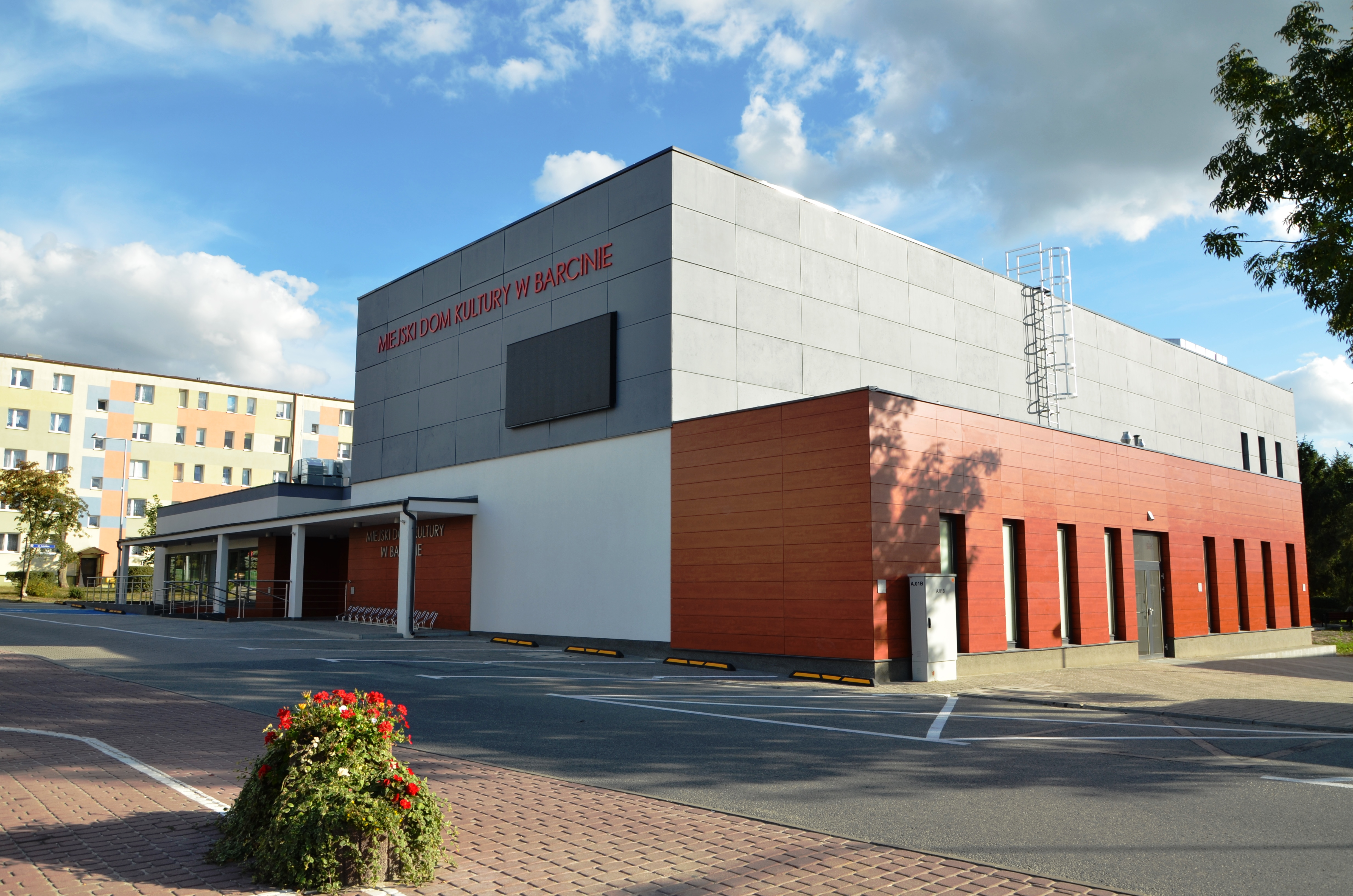
Miejski Dom Kultury w Barcinie (2018)

Barcin to teren rolniczo-przemysłowy. Istotny wpływ na jej gospodarkę ma producent cementu i wapna – LafargeHolcim. Zatrudnia on wielu mieszkańców miasta i gminy Barcin. W 2027 Cementownia Kujawy stanie się pierwszą w Polsce oraz jedną z pierwszych na świecie zeroemisyjnych cementowni.

## Kultura

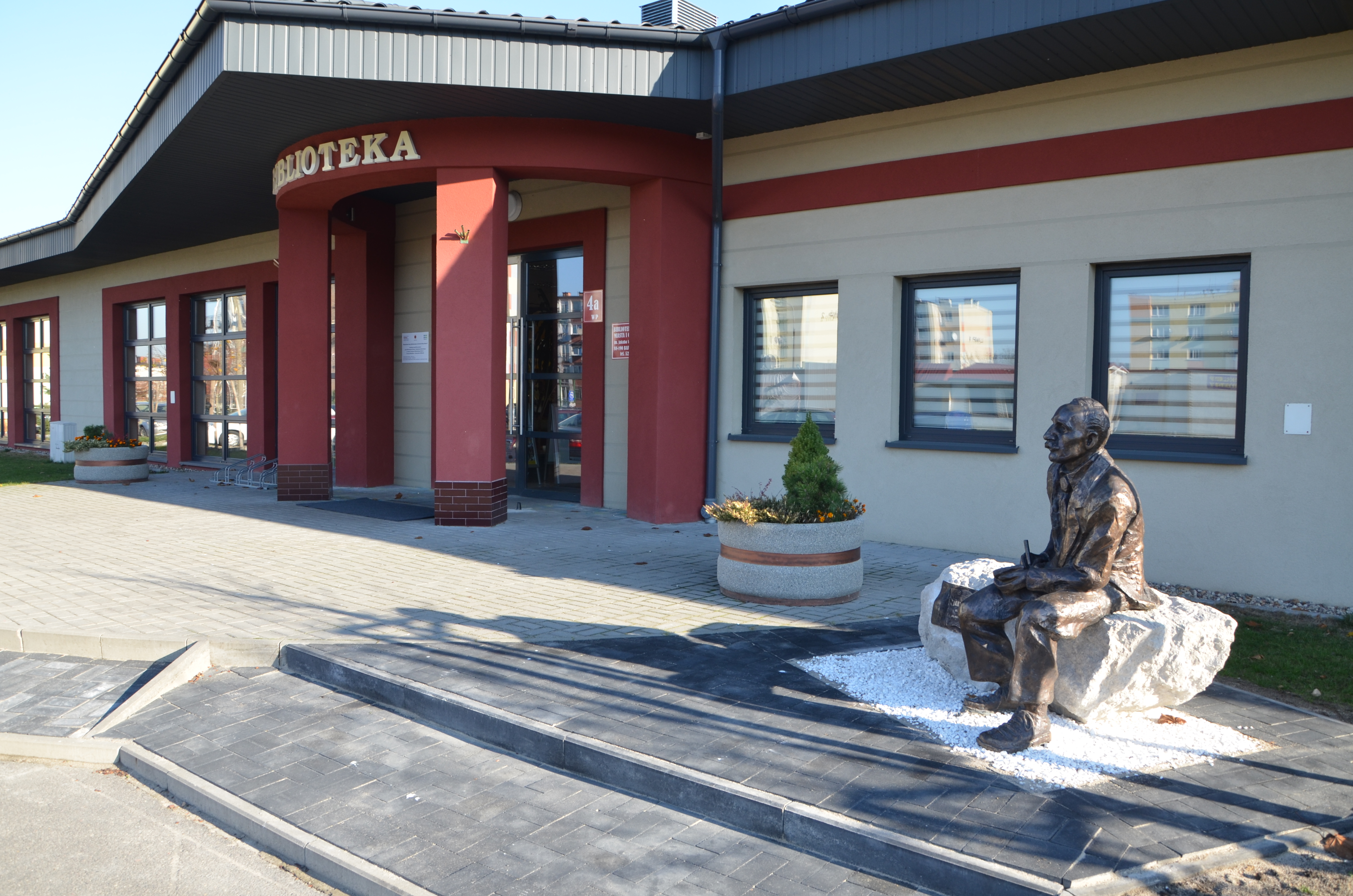
Biblioteka w Barcinie (2017)

W gminie działa Miejski Domu Kultury w Barcinie, przy którym działają sekcje wokalne, fotograficzne, plastyczne, Akademia Teatru Młodego Aktora oraz Młodzieżowa Orkiestra Dęta. Od 2018 roku w nowej siedzibie Miejskiego Domu Kultury znajduje się sala widowiskowa, w której odbywają się wszystkie imprezy i wydarzenia organizowane przez MDK. Salę wykorzystuje się również jako Kino Barć, które co tydzień umożliwia mieszkańcom oglądanie najnowszych produkcji filmowych z całego świata. Do Barcina za sprawą koncertów i występów artystycznych przyjeżdżają muzycy, komicy, aktorzy, stand-uperzy z całej Polski.
Do stałych wydarzeń organizowanych przez Miejski Dom Kultury należą między innymi: Festiwal Poezji Śpiewanej i Piosenki Aktorskiej (FORMA), Festiwal Piosenki Przedszkolnej (FOREMKA), Barć Film Festiwal oraz Dni Miodu.
Poza domem kultury, w gminie swoją działalność ma również Biblioteka Publiczna Miasta i Gminy Barcin im. Jakuba Wojciechowskiego, przy której powstało Koło Przyjaciół Biblioteki, przemianowane na Koło Przyjaciół Jakuba Wojciechowskiego, które było inicjatorem wielu imprez kulturalnych: wystaw prac plastycznych twórców-amatorów, wystaw hobbystów, imprez popularyzujących postać i twórczość Patrona.

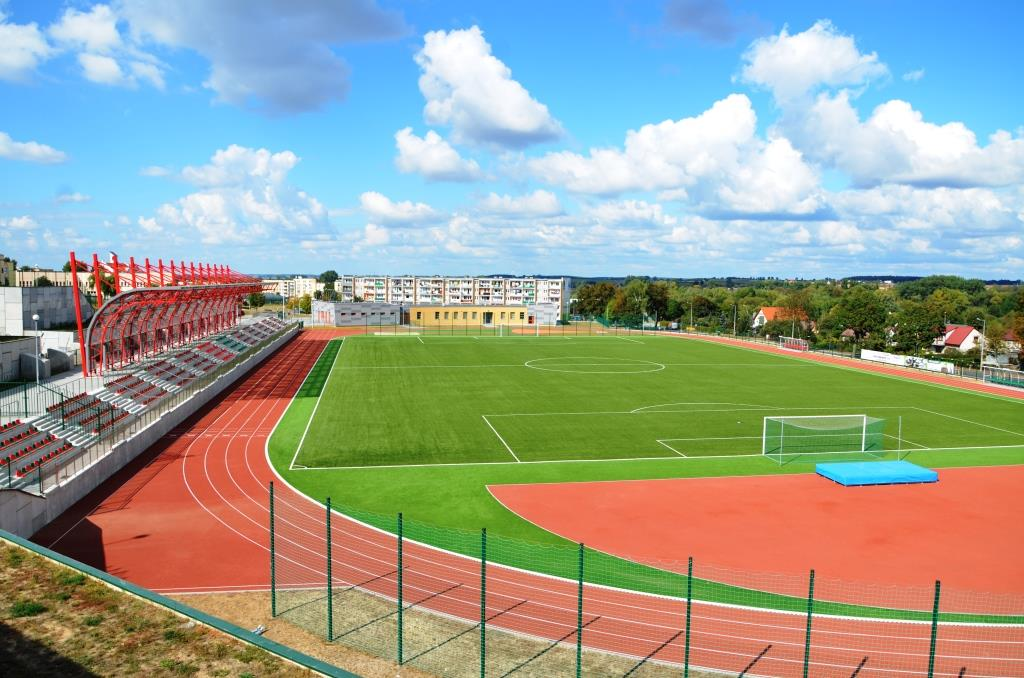
Stadion lekkoatletyczny (2017)

## Sport
W Barcinie ma siedzibę kilka klubów sportowych m.in. Klub Żeglarski „Neptun”, Ludowy Klub Sportowy „Dąb Barcin” (A klasa), Szkolny Związek Sportowy oraz Barcińsko-Piechcińskie Stowarzyszenie Koszykówki (3 liga). W Barcinie znajdują się także: skatepark, pumptrack (oba w Parku Wolności), trzy boiska „Orlik 2012” (przy Zespole Szkół w Barcinie przy ul. Polnej, przy Szkole Podstawowej nr 1 oraz przy Szkole Podstawowej nr 2, gdzie została wybudowana również kryta pływalnia).

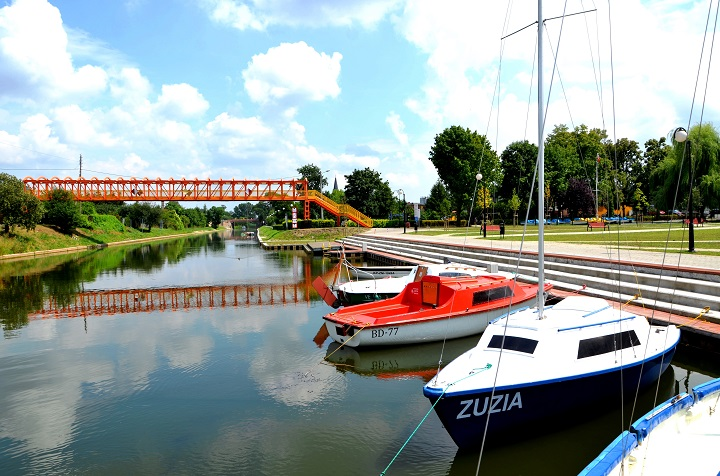
Wypożyczalnia rowerów wodnych (2018)

Barciński Ośrodek Sportu i Rekreacji (BOSiR), od 2019 roku organizuje Miodowy Festiwal Biegowy zrzeszający biegaczy i biegaczki z obrębu całego miasta oraz gminy. W Barcinie trenują, uczestniczą w rozgrywkach mistrzowskich, rozwijają swoje talenty i realizują pasje piłkarze, siatkarze, lekkoatleci, tenisiści stołowi, koszykarze, żeglarze, pływacy, płetwonurkowie, bilardziści, biegacze, szachiści, wędkarze, strzelcy i miłośnicy sportów motorowych.

## Oświata
W gminie Barcin działają:
- Żłobek „Pszczółka w Barcinie”,
- 4 przedszkola (Przedszkole nr 1, 2 i 3 w Barcinie oraz Przedszkole w Piechcinie),
- 4 szkoły podstawowe (Szkoła Podstawowa nr 1 w Barcinie, Zespół Szkół w Barcinie, Szkoła Podstawowa w Mamliczu oraz Szkoła Podstawowa w Piechcinie),
- Liceum Ogólnokształcące w Barcinie

## Sąsiednie gminy
Dąbrowa, Łabiszyn, Pakość, Złotniki Kujawskie, Żnin